# Christóforos Miliónis
Christóforos Miliónis (en grec moderne : Χριστόφορος Μηλιώνης) est un écrivain grec né en Épire le 4 novembre 1932 et mort à Athènes le 5 janvier 2017. Il a publié une quinzaine de livres de fiction en prose, dont deux romans et des recueils de nouvelles, cinq essais et un livre de traduction en grec moderne de textes anciens, grecs et latins.

## Biographie[1],[2],[3]
Christóforos Miliónis est né le 4 novembre 1932 au village de Peristéri (el), près de la frontière gréco-albanaise, dans le nome de Ioannina, en Épire. Il est mort à Athènes le 5 janvier 2017, à l'âge de 84 ans.
Fils d'instituteur, il termina l'école primaire dans son village natal qui, peu après, fut brûlé par les Nazis. Quelques années plus tard, à cause de la guerre civile, sa famille déménagea et se rendit à Ioannina, où il termina ses études secondaires à l'École Zosiméa (en). De 1950 à 1955, il suivit des études de lettres classiques à l'université Aristote de Thessalonique. Devenu professeur de lettres, il enseigna dans les lycées de Grèce et de Chypre (Famagouste, 1960-1964). Il devint chef d'établissement, puis, en tant que conseiller scolaire, prit part à l'édition de livres scolaires de littérature pour les élèves de collège et de lycée. Il épousa Tatiána Tsalíki, professeur de littérature française à l'université.  
Il prit part à l'édition des revues littéraires Endochóra (Ioannina 1959-1967) et Dokimasía (Ioannina 1973-1974) et fut membre fondateur de la Société des écrivains grecs (el). Il collabora avec les revues et les journaux les plus importants, notamment avec le journal Ta Néa pour lequel il fut chroniqueur pendant dix ans. 
Il reçut le premier prix national de la nouvelle en 1986 pour le recueil de nouvelles Kalamás et Achéron (Stigmi, 1985), le prix de la revue Diavazo en 2000 pour le recueil Les Fantômes de York (Kedros, 1999), et le prix Kostas et Eleni Ouranis de l'Académie d'Athènes en 2006 pour Le Motel (Kedros, 2005).
La traduction en français du recueil de nouvelles Kalamás et Achéron a aussi obtenu en Grèce le prix national de traduction littéraire en 2023. Il a été aussi traduit en anglais, allemand et italien. D'autres livres et nouvelles ont paru dans plus de dix langues. En français ont été publiés en 2004 l'essai La Nouvelle grecque (Genèse et évolution), en 2017 le recueil de nouvelles De l'amertume à la douceur, histoires grecques. et en 2022 Kalamás et Achéron.

## Œuvres traduites en français
- La Nouvelle grecque (Genèse et évolution), essai, trad. Henri Tonnet, Publications Langues’O - Nefeli, 2004.
- De l'amertume à la douceur, histoires grecques, trad. Jean-Marc Laborie, éd. L'Harmattan, Paris, 2017.  (ISBN 978-2-343-13527-4).
- Kalamás et Achéron, trad. Jean-Marc Laborie, éd. L'Harmattan, Paris, 2022.  (ISBN 978-2-343-24108-1). Prix national de traduction littéraire 2023 décerné par le ministère grec de la Culture.

Deux nouvelles ont également paru en français dans deux anthologies :
- Mère-grand [paru en grec dans le recueil Kalamás et Achéron], trad. P. Berringer, dans Arrêt sur Images – Nouvelles grecques, Hatier, 1989 et Revue Brèves no 45, 1994.
- Le camescope Panasonic  [paru en grec dans le recueil Les fantômes de York], trad. sous la direction de M.-C. Anastassiadi, dans Nouvelles grecques d’Épire, L’Harmattan, 2002.